# Jon Jefferson Klingberg
Jon Jefferson Klingberg, född 1968, är en svensk författare, rockmusiker och journalist.
Klingberg författardebuterade år 2008 med romanen Jag tror vi behöver prata faktiskt (Alfabeta förlag). Under 2000-talet har Klingberg varit gitarrist i rockgruppen Docenterna. Tidigare spelade Klingberg i bandet Whale. Han har varit gift med Karin Magnusson.
Tillsammans med Ika Johannesson gav han 2011 ut boken Blod Eld Död : en svensk metalhistoria.